# Hidrometalurgia
O termo Hidrometalurgia designa processos de extração de metais nos quais a principal etapa de separação metal-ganga envolve reações de dissolução do (mineral-minério) minerais contendo os metais desejados em meio aquoso. É a extração do Ouro (Au). 
As aplicações tradicionais da Hidrometalurgia incluem a produção de alumina, ouro, urânio, zinco, níquel, cobre, titânio, terras-raras, dentre outros.